# 路易斯·赞佩里尼
路易斯·赞佩里尼（英語：Louis Zamperini，1917年1月26日—2014年7月2日），義大利裔美國人，為奥运会长跑运动员、美國陸軍航空軍軍官、第二次世界大战幸存戰俘。

## 早年生活
路易·赞佩里尼出生于美国纽约州的奥利安一个意大利裔家庭。1919年随父母搬家至加利福尼亚州托伦斯。路易从小就精力充沛，擅长跑步。在其哥哥皮特的引导下，他开始在竞技体育方面找到乐趣，打破了所在高中的长跑纪录，并在美国田径界初露锋芒。1934年，年仅17岁的他在洛杉矶纪念体育场的1英里赛跑中创下了4分21.2秒（手動）的全国高中生纪录，这个纪录保持了20年。两年后，在纽约州兰德尔岛举行的奥运会5000米选拔赛中，他最后几乎与美国纪录保持者唐·拉希并肩撞线，并因此赢得了奥运会参赛资格。在1936年柏林奥运会5000米的比赛中，他爆发出惊人的冲刺能力，成功超过了拉希取得了第八名的成绩（這是當時該項目美國有史的最好成績）。

## 军旅生涯
1941年路易·赞佩里尼应征入伍，加入美国陆军航空兵团，随部队驻扎在太平洋图瓦卢的富纳富提，成为B-24轟炸機上的一名投彈員。1943年4月，在执行轰炸日军控制的瑙鲁的任务中，路易·赞佩里尼所乘的轰炸机受创失事坠海。赞佩里尼与其他两人幸存，靠一艘设备简陋的救生艇挣扎度日。第33天，其中一人丧命。赞佩里尼与飞行员菲利普斯在海上漂流47天后抵达马绍尔群岛，被日军发现并俘获。赞佩里尼与菲利普斯被转送至日本本土，在战俘营服刑，饱受肉体虐待和精神折磨，尤其被战俘营中渡邊睦裕虐待颇深，直至二战结束。在这期间，赞佩里尼曾被误认为已经阵亡。

## 战后生活
在战争结束后回国之初，路易·赞佩里尼饱受創傷後壓力症候群的困扰，并因此开始酗酒。在一次电视采访中，他透露自己当时甚至有冲动返回日本为自己所遭遇的一切报仇。后来在妻子辛西娅的鼓励下，他参加了布道班，并成为了一个虔诚的基督徒，成为了一个基督教的传教者，常常以“宽恕”的主题进行巡回演讲。赞佩里尼曾多次到访日本，探视曾经的日本战俘营看守，并表示宽恕他们，其中许多人受他影响也成为基督徒，但他再也没能见到对其施暴最严重的渡边。1998年，赞佩里尼受邀赴日参加长野冬奥会火炬传递时，曾致信渡边表示已经原谅他，并邀请渡边与自己再次会面，但渡边直到2003年逝世也没有回应。
2014年7月2日，赞佩里尼因肺炎在洛杉矶的家中逝世，享寿97岁。

## 其他
- 路易·赞佩里尼写有2部自传，书名都叫《与魔鬼同行》（Devil at My Heels）。
- 劳拉·希伦布兰德（英语：Laura Hillenbrand）根据其经历写有《永不屈服》人物傳記（Unbroken: A World War II Story of Survival, Resilience, and Redemption），中文版（2011年初版，ISBN 978-957-135-463-7 （繁體中文））
- 2014年，根据人物傳記《永不屈服》改编的同名电影上映，由科恩兄弟改编，安吉丽娜·朱莉执导，傑克·歐康納饰赞佩里尼。